# Primera División (Uruguay) 1956
Die Saison 1956 der Primera División war die 53. Spielzeit (die 25. der professionellen Ära) der höchsten uruguayischen Spielklasse im Fußball der Männer, der Primera División.
Die Primera División bestand in der Meisterschaftssaison des Jahres 1956 aus zehn Vereinen, deren Mannschaften in den insgesamt 90 Meisterschaftsspielen jeweils zweimal aufeinandertrafen. Es fanden 18 Spieltage statt. Die Meisterschaft gewann Nacional Montevideo als Tabellenerster vor Peñarol Montevideo und dem CA Cerro als Zweitem und Drittem der Saisonabschlusstabelle. Als Tabellenletzter stieg Sud América aus der Primera División in die Segunda División ab. Torschützenkönig wurde mit 18 Treffern Carlos María Carranza.

## Jahrestabelle
| Pl. | Verein                        | Sp. | S  | U | N  | Tore    | Diff. | Punkte |
| --- | ----------------------------- | --- | -- | - | -- | ------- | ----- | ------ |
| 1.  | Nacional Montevideo (M)       | 18  | 15 | 2 | 1  | 054:190 | +35   | 32     |
| 2.  | Peñarol Montevideo            | 18  | 13 | 3 | 2  | 050:170 | +33   | 29     |
| 3.  | CA Cerro                      | 18  | 10 | 4 | 4  | 042:300 | +12   | 24     |
| 4.  | Club Atlético Defensor        | 18  | 6  | 6 | 6  | 034:330 | +1    | 18     |
| 5.  | Montevideo Wanderers          | 18  | 3  | 9 | 6  | 016:230 | −7    | 15     |
| 6.  | Liverpool FC                  | 18  | 6  | 3 | 9  | 031:400 | −9    | 15     |
| 7.  | Rampla Juniors                | 18  | 3  | 8 | 7  | 027:340 | −7    | 14     |
| 8.  | Danubio FC                    | 18  | 6  | 2 | 10 | 018:310 | −13   | 14     |
| 9.  | Racing Club de Montevideo (N) | 18  | 5  | 3 | 10 | 025:450 | −20   | 13     |
| 10. | Sud América                   | 18  | 1  | 4 | 13 | 018:430 | −25   | 06     |

| (M) | Meister der vorangegangenen Saison  |
| (N) | Aufsteiger aus der Segunda División |